# NOMOベースボールクラブ
NOMOベースボールクラブ（ノモ・ベースボールクラブ）は、兵庫県豊岡市に本拠地を置き、日本野球連盟に加盟する社会人野球のクラブチームである。
投手としてNPB/MLBのプロ野球で活躍した野茂英雄が、メジャーリーグのロサンゼルス・ドジャース時代の2003年に設立したため、チーム名に野茂の苗字をローマ字表記（NOMO）で入れている。また、当初はチームと同名の特定非営利活動法人が運営していたが、2015年に社会人野球チームでは初めての認定NPO法人へ移行した。

## 概要

### 設立までの経緯
1994年、鉄鋼不況の影響から社会人野球チームの新日本製鐵堺が同年シーズン限りでの休部を決定（2008年に正式に廃部）。また、他の社会人野球チームでも同様の事態が相次いだため、新日本製鐵堺OBである野茂英雄は社会人球界の縮小を憂慮。若い野球選手たちに活動の場を提供すべく、2003年に特定非営利活動法人を設立したうえで、新たに社会人野球チームを設立した。

### 堺市を本拠地に活動（2003年 - 2012年）
2003年、新日本製鐵堺が使用していた堺浜野球場を本拠地として、大阪府堺市で活動を開始した。
2004年、運営法人が大阪府から特定非営利活動法人として認定された。同年3月に、日本野球連盟にクラブチーム『NOMOベースボールクラブ』として新規登録された。
2005年、都市対抗野球の阪和地区2次予選で7年連続で本戦出場を狙っていた松下電器と対戦。5-3で勝利したことによって、松下電器を予選敗退に追い込んだ。さらに、近畿予選で快進撃を続けた結果、創部から2年で都市対抗野球への初出場を決めた。企業チームの流れを汲まないクラブチームの出場は、全足利クラブ以来27年振りであった。本戦では初戦でJR東日本に1-6のスコアで敗退したが、同時に初出場を決めていた全日本クラブ野球選手権では優勝した。さらに、当時所属していた柳田殖生内野手が、NPBドラフト会議で中日ドラゴンズから5巡目で指名。後に入団したため、チーム出身者から初めてのプロ野球選手が誕生した。
2006年、日本選手権本戦への初出場を決めたことによって、都市対抗野球・クラブ選手権を含めた社会人野球の日本野球連盟主催3大大会すべてへの出場を果たした。社会人野球の同一チームとしては初めての快挙だったが、本戦では、初戦でホンダ熊本に1-5というスコアで敗退した。
2011年、堺浜野球場が阪神高速6号大和川線の建設用地に充てられるため同年限りで閉鎖されることから、運営法人では堺市からの本拠地移転を検討する。当初は、佐賀県鳥栖市（鳥栖市民球場）や、千葉県柏市が移転先の候補に挙がっていた。しかし、鳥栖市では市長が歓迎の意向を示したものの、使用条件で折り合わず11月に移転を断念する。このため、運営法人では移転先の公募に踏み切った。
2012年5月31日、翌2013年度から本拠地を兵庫県豊岡市へ移転することを正式に発表した。

### 豊岡市への本拠地移転後（2013年 - ）
2013年1月に、豊岡市での活動を開始した。移転後は、こうのとりスタジアムをメイン球場に定めながら、兵庫県立但馬ドームなど市内の4施設で活動する。
豊岡市内に城崎温泉を擁することから、所属選手は城崎温泉旅館協同組合に加盟する旅館・ホテルで働くとともに、勤務先や市が提供する寮で生活するようになった。このような事情から、2015年1月に温泉街の一角で大規模な火災が発生した直後には、選手たちがボランティアで復旧作業に従事している。
2018年、本拠地移転後初めて（チームとしては10年振り）のクラブ選手権出場を果たした。

## 設立・沿革
- 2003年 - 大阪府堺市を本拠地に、『NOMOベースボールクラブ』として創部。
- 2004年 - 日本野球連盟に加盟。大阪府よりNPO法人として認証を受ける。都市対抗野球予選初参加。
- 2005年 - 都市対抗野球に初出場（初戦敗退）。クラブ野球選手権に初出場（優勝）。
- 2006年 - 日本選手権に初出場（初戦敗退）。社会人野球史上初となる3大大会すべてに出場を達成。
- 2007年 - クラブ野球選手権で準優勝。
- 2013年 - 本拠地を兵庫県豊岡市へ移転。
- 2015年 - 兵庫県より認定NPO法人として認証を受ける。

## 特色

### 運営形態
活動資金については、野茂英雄が大半を出資するほか、運営法人に登録した正会員・賛助会員からの会費・寄付で賄っている。また、キリンビバレッジと共同で、オリジナルデザインの自動販売機を開発。この販売機での売上および、同社から設置者に支払われる販売手数料の一部を、活動資金に充てている。
代表理事は、野茂および、野茂の新日本製鐵堺時代の監督・清水信英。清水は、チームの設立当初から監督も務めている。また、野茂の近鉄時代のチームメイト（金村義明・光山英和・佐々木修・池上誠一・小池秀郎）が、運営理事に名を連ねる。
クラブチームとして運営しているため、チームに所属する選手は、他の企業に正社員やアルバイトとして勤務。平日の夜間や週末を、チームでの練習に充てている。また、NPBで活躍する選手の輩出を設立当初から目標に掲げているため、NPB球団のスカウトへの露出が高い独立リーグや企業チームへの移籍には寛容である。
本拠地を豊岡市へ移転してからは、運営法人が兵庫県に対して、認定NPO法人としての認証を申請。その結果、2015年5月15日付で認証されたため、同県からの税制優遇措置を受けられるようになった。社会人野球で活動するクラブチームの認定NPO法人化は、全国初の事例である。この認証によって、法人への賛助会費や寄付金が、日本の所得税法における寄附金控除の対象になった。

### 青少年育成活動
当クラブでは、「ベースボールクリニック」を随時実施するなど、野球を通じた青少年の育成活動にも取り組んでいる。また、野茂の名を冠した少年野球大会「NOMO CUP」を毎年開催。ボーイズリーグで選抜された中学生選手のアメリカ遠征にも協力しているほか、本拠地を兵庫県豊岡市へ移転してからは、同県出身の栗山巧（埼玉西武ライオンズ外野手）と共に「NOMO KURIYAMA ALL STAR GAME」（小学生の軟式野球による神戸選抜チームと但馬選抜チームの対抗戦）を主催している。

### その他
ユニフォームのデザインは、野茂が中学生以来のファンだというガンダムがモチーフになっている。

## 主要大会の出場歴・最高成績
- 都市対抗野球大会：出場1回
- 社会人野球日本選手権大会：出場1回
- 全日本クラブ野球選手権大会：出場6回、優勝1回（2005年）、準優勝1回（2007年）
- JABA高砂市長杯争奪大会：優勝1回（2006年）

## 主な出身プロ野球選手
- 柳田殖生（内野手） - 2005年大学生・社会人ドラフト5位で中日ドラゴンズに入団
- 藤江均（投手） - 東邦ガスへ移籍し、2008年ドラフト2位で横浜ベイスターズに入団
- 福元淳史（内野手） - 2008年育成選手ドラフト4位で読売ジャイアンツに入団
- 石田淳也（投手） - 2010年育成選手ドラフト3位で千葉ロッテマリーンズに入団
- 河野大樹（内野手） - 2014年育成選手ドラフト7位で福岡ソフトバンクホークスに入団　※本拠地を豊岡市へ移転してから初めてのドラフト指名

## 元プロ野球選手の競技者登録
◎：現在も運営理事として在籍
- 沼田浩（元：日本ハムファイターズ） - 投手→退部
- 光山英和（元：近鉄バファローズ、中日ドラゴンズ他） - コーチ→退部　◎
- 鈴木俊雄（元：千葉ロッテマリーンズ） - コーチ→退部
- 小池秀郎（元：大阪近鉄バファローズ他） - 投手兼任コーチ→退部　◎
  - 小池と同じく2005年に東北楽天ゴールデンイーグルスを退団した髙村祐も、小池と共に当クラブの練習に参加していた。ただし、小池と違って、入部には至らなかった。ちなみに、野茂・小池・髙村とも、ドラフト1位で近鉄に入団した投手である。
- 杉原洋（元：千葉ロッテマリーンズ） - 投手（2007年～2009年）→横浜ベイスターズ　※柳川事件以降3例目のNPB復帰選手
- 柳田将利（元：千葉ロッテマリーンズ） - 内野手（2010年～2012年）→退部
- 原井和也（元：千葉ロッテマリーンズ、西武ライオンズ） - コーチ（2011年）→退部
- 深谷亮司（元：オリックス・ブルーウェーブ） - コーチ→退部
- 中尾明生（元：南海ホークス、広島東洋カープ） - コーチ→退部
- 木下文信（元：近鉄バファローズ、ヤクルトスワローズ） - コーチ

## かつて在籍した選手
- 須田健太（投手） - 2008年にシアトル・マリナーズとマイナー契約